# Leucaniodes
Leucaniodes là một chi bướm đêm thuộc họ Geometridae.